# Бето О'Рурк
Роберт Френсіс «Бето» О'Рурк (англ. Robert Francis "Beto" O'Rourke; нар. 26 вересня 1972, Ель-Пасо, Техас) — американський бізнесмен і політик-демократ, член Палати представників США від 16-го округу штату Техас з 2013 по 2019 рік.

## Біографія
У 1995 році він закінчив Колумбійський університет.
Член міської ради Ель-Пасо з 2005 по 2011 рік. Він був кандидатом від Демократичної партії на виборах 2018 року до Сенату США.
14 березня 2019 року О'Рурк висунув свою кандидатуру на посаду президента США.
Одружений, має трьох дітей.
О'Рурк був кандидатом у губернатори від Демократичної партії 2022 року, він змагався з чинним губернатором Грегом Ебботтом. 1 березня 2022 року О'Рурк виграв праймеріз на посаду губернатора від Демократичної партії. Враховуючи республіканську схильність Техасу, опитування показали, що О'Рурк є аутсайдером у перегонах проти Еббота. На загальних виборах О'Рурк зазнав поразки від Еббота, набравши 43,8% голосів проти 54,9% голосів останнього.